# Senna bosseri
Senna bosseri är en ärtväxtart som beskrevs av Du Puy och Raymond Rabevohitra. Senna bosseri ingår i släktet sennor, och familjen ärtväxter. Inga underarter finns listade i Catalogue of Life.